# Protofascism
Protofascism este un termen care desemnează ideologiile predecesoare care au influențat și format fundamentele fascismului. Ad litteram, protofascism înseamnă „fascism primitiv”. Istoricul american Stanley Payne îl consideră ca fiind „probabil cel mai vag dintre termenii politici importanți”. Unii istorici au descris perioada de dinaintea Primului Război Mondial ca reprezentând „perioada de incubație a fascismului”. Protofascismul dezvoltat în târziul secolului XIX s-a opus pieței libere capitaliste care avea tendința să afecteze negativ micile intreprinderi și artizanii. O figură proeminentă protofascistă este Gabriele D'Annunzio, naționalistul italian a cărui gândire politică a influențat fascismul italian și pe Benito Mussolini. Mișcările politice protofasciste includ Asociația Națională Italiană (ANI), Asociația Națională Germană a Comercianților (DHV) și Partidul Național German Popular (DNVP).
Elemente fasciste care precedă fascismul modern pot fi observate în culturile și guvernele națiunilor bătrâne fundamentate pe cultura aristocrată, respectiv pe lege și ordine precum în Imperiul Roman și în vechile regimuri ale Europei.